# Pat, el carter
Pat, el carter (títol original en anglès: Postman Pat) és una sèrie infantil de dibuixos animats feta en stop-motion, adreçada a menors en edat pre-escolar. Segueix les aventures d'en Pat Clifton, carter del servei postal Royal Mail, al poble fictici de Greendale, inspirat pel de Longsleddale, prop de Kendal. El guió de la sèrie fou escrit per l'escriptor John Cunliffe i Ivor Wood en va ser director d'animació. Forma part de la BBC (sobretot als DVD's).
Va ser llançada el 1981 per l'estudi d‘animació britànic Woodland Animations.Acollida amb un gran èxit, a la primera temporada la seguiren 4 episodis especials i una segona temporada formada per tretze episodis, que foren produits durant els anys 1990. Pat, el carter està adreçada a menors en edat pre-escolar.
Va ser emesa a prop de cinquanta països. A Catalunya, TV3 va adquirir els drets de la sèrie i la va emetre en català als anys 1980. Fou una de les primeres sèries de dibuixos animats emeses per TV3, juntament amb Pac-Man, Les històries de l'osset Faluc o Els descamisats.
A partir del 2003 l'estudi d'animació britànic Cosgrove Hall Films va produir una nova versió de la sèrie, ampliada en molts aspectes respecte a l'original.

## Argument
A cada episodi el carter Pat Clifton reparteix el correu a través de la vall de Greendale (inspirat pel vall de Longsleddale, ubicat a propo de la ciutat de Kendal), acompanyat del seu gat blanc Jess. No obstant, la seva tasca es veu gairebé sempre interrompuda degut a l'imprevist incident d'algun ciutadà que el servicial Pat sempre està disposat a ajudar. A la nova sèrie de 1991, Pat es fa acompanyar pel seu fill Julian. La idea de crear un entorn en què tots els personatges fossin feliços i s'ajudessin mútuament va ser, en part, una resposta l'assetjament que havia patit Cunlife quan era petit.

## Reconeixement
- Candidat al Premi Bafta a la millor sèria animada pre-escolar».[7]